# Direction d'infrastructure de la Défense de Djibouti
La direction d'infrastructure de la Défense (DID) de Djibouti est une des directions déconcentrées du service d'infrastructure de la Défense, implantée au sein de la base aérienne 188, qui est chargée de l'aménagement et de l'entretien des infrastructures militaires, de la maintenance immobilière, de la maîtrise de l’énergie non stockée ainsi que de la gestion administrative et technique du patrimoine au profit des forces françaises à Djibouti ainsi que des forces françaises aux Émirats arabes unis.
Son champ d'intervention couvre des implantations de l'Armée de terre, de l'Armée de l'air et de l'espace, de la Marine nationale et d'autres organismes.

## Historique
La DID de Djibouti trouve sa lointaine et prestigieuse origine à la création de la direction mixte des travaux de Djibouti, issue de la fusion de la sous-direction du commandement et direction du matériel et des bâtiments (CDMB), créé en 1976, du service des travaux maritimes et immobilier (créé en 1927) et du service local constructeur du détachement Air 188.
Le CDMB succédait au service des matériel et bâtiment (SMB), créé en 1966 lui-même issue du service des matériels et des bâtiments coloniaux (SMBC) créé en 1945. 
En 2004, la direction mixte des travaux de Djibouti prend l’appellation de direction des travaux de Djibouti jusqu’au 25 septembre 2008 où elle donne naissance à la « direction d’infrastructure de la défense de Djibouti ».
En 2011, le détachement du SID aux Émirats arabes unis (DETSID EAU) est rattaché à la DID de Djibouti. Créé en 2009, le DETSID était jusqu'alors rattaché directement à la direction centrale du SID.

## Missions et organisation

### Missions
Cet organisme interarmées, commandé par un officier supérieur du SID, est placé sous l'autorité fonctionnelle du général commandant les forces françaises à Djibouti. Héritière du service local constructeur (SLC) du détachement Air 188, de la direction des travaux maritimes et du service des matériels et des bâtiments coloniaux (SMBC), la DID de Djibouti assure l’ensemble des missions de soutien spécialisé dans le domaine infrastructure :
- l’assistance au commandement
- la réalisation d'opérations d'infrastructure (conduite d'opération, maîtrise d'œuvre)
- la réalisation du maintien en condition
- la gestion des fluides (eau, énergie)
- l’assistance pour la gestion du domaine immobilier

### Organisation
La DID de Djibouti, forte de ses 111 personnels civils et militaires, est composée de 3 divisions et d’un détachement :
- division administration (DIV ADM) ;
- division projets (DIV PRO) ;
- division gestion du patrimoine (DIV GP) ;
- détachement du SID aux Émirats arabes unis (DETSID EAU).